# Smita Nair Jain
Smita Nair Jain, född 20 november 1969 i Pune, är en indisk författare, skådespelerska, sångerska och TV-personlighet,, mest känd för sina dramatiska och komiska romaner om stadsboende medelklass-ungdomar i Indien. Mellan 1994 och 2018 arbetade Smita för DHL, Prudential, MphasiS, Accenture, Capita, Barclays och Sears.

## Filmografi
- 2004: Remix
- 2005: India Calling
- 2005: Bombay Talking
- 2005: Mano Ya Na Mano
- 2005: Kaajjal - Sabbki Aankhon My Basi
- 2006: Zindaggi Rocks
- 2006: L'intouchable
- 2016: 60 minutes

## Priser och utmärkelser
- Society Young Achievers Award for Literature for 2007